# Georges Hilbert

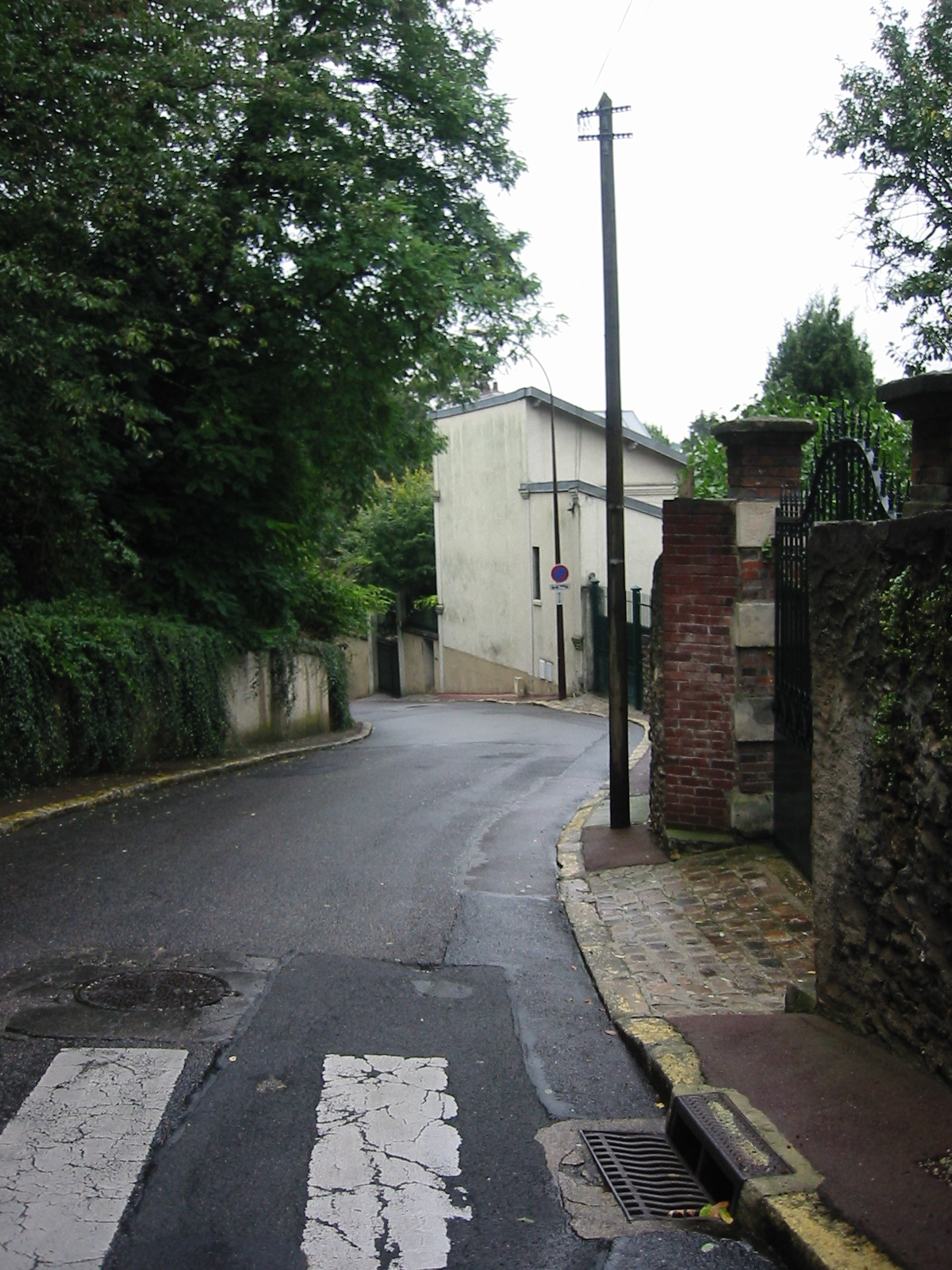
Imagen de la calle Georges Bonnefous en Sèvres, donde se encontraba el taller del escultor.

Georges Hilbert, fue un escultor de animales francés,  nacido el 20 de marzo de 1900 en Nemours ( Djemaa el Ghazaouet )  Argelia y fallecido el 6 de septiembre de 1982.

## Datos biográficos
Georges Hilbert fue un defensor de la talla directa, especializado en esculturas de animales. Sus obras son conocidas en todo el mundo (en Europa y los Estados Unidos en su mayor parte).  Vivió muchos años en Sevres (30, rue Georges Bonnefous) en Hauts-de-Seine, donde tenía su casa y taller.
A los 17, Georges Hilbert entró en la Escuela de Bellas Artes de Argel fundada en 1881, donde es alumno de  George Beguet. Este profesor también fue maestro de los escultores Paul Belmondo (1898-1982), Henri Laithier y André Greck (1912 a 1993).  Prosiguió sus estudios en la escuela de artes decorativas y de bellas artes en París y comenzó su carrera artística exponiendo en el Salón de las Tullerias de  1926. En 1931, Hilbert se unió al grupo de los doce creado por su amigo François Pompon (1855-1933), quien fue durante muchos años ayudante de Auguste Rodin (1840-1917).  Este grupo reunió a escultores como  Charles Artus (1897-1978), Marceau Lemar (1892-1941) llamado "Marcel Lemar", Jane Poupelet ( Jeanne Poupelet ) (1874-1932), Paul Jouve (1878-1973) y Georges Lucien Guyot (1885-1973).  Contaba entre sus amigos al escultor Paul Belmondo, a los pintores Jean Dubuffet (1901-1985), Bernard Buffet (1928-1999) y Maurice Savreux (1884-1971). Pero su amistad más intima fue sin duda la de André Sureda (1872-1930), que es considerado uno de los mejores pintores orientalistas de su generación. Hilbert fue entre otros el ejecutor testamentario de la esposa del pintor Alicia Sureda.
Miembro del Instituto de Francia ( Académie des Beaux-Arts, 2 ª Sección, Escultura, Sillón IV) desde 1973, Jorge Hilbert siempre se ha negado a vestir el uniforme de rigor. Tras su muerte, su silla se transfiere a la sección de Cine y Audiovisual, antes de que René Clément fuese elegido, en 1986.
Hilbert recibió el primer premio Blumenthal de escultura concedido por la fundación estadounidense, cuyo objetivo es promover el pensamiento y el arte francés en los Estados Unidos. Más tarde se convirtió en secretario general de la Asociación de Premiados de la Fundación Florence Blumenthal. En 1928, George Blumenthal  adquirió una escultura de Georges Hilbert para su colección personal.
Ganó el Gran Premio de arquitectura en la Exposición de Artes Decorativas de 1925 en París,  por la obra colectiva pérgola de la Douce France. Para evocar la caballería, esculpió un caballo sobre una de las ocho placas de piedra de Lens que componen este trabajo. Su amigo François Pompon esculpió un jabalí en una de las placas.  Después de la Exposición de París, el trabajo se transfiere a Etampes, donde es de nuevo expuesto en 1935 a los pies de la torre Guinette bajo los auspicios del municipio con el deseo de agregar a la ciudad un atractivo turístico.
En 1973, el premio Edouard-Marcel Sandoz ofrecido por la Fundación Edward y Maurice Sandoz, le fue otorgado por su destacada trayectoria.
Georges Hilbert murió el 6 de septiembre de 1982, varios años después de la muerte de su esposa Janicotte.

## Obras
Entre las mejores y más conocidas obras de Georges Hilbert se incluyen las siguientes:
Todas las dimensiones en cm
- La nutria - La loutre (Bronce - 46 - última adjudicación: Ader, Tajan 06/06/1990)
- Poni - Poney  (Bronce - 20 - Última adjudicación: 05/11/2004)
- El caballo - Le cheval (1925 - Piedra - Jardín Público de la Torre Guinette en Etampes, placa decorativa)
- Carlin  (1926 - Bronce)
- Cabeza de Bulldog - Tête de bouledogue  (1926 - granito pulido)
- Le Fennec  (1929 - Mármol Rosa - 37.5 - última subasta: 11/12/2000)
- La boquilla - La buse (1929 - Piedra)
- Joven Venado - Jeune Cerf  (1933 - Granito Gris - 50 X 70 X 35)
- Oso pardo - Ours brun  (1935 - cerámica vidriada - 13.5)
- Canguro - Kangourou  (1936 - Bronce)
- Rapaz - Rapace  (1954 - Mármol)
- Roedores - Rongeur  (Escultura - 18,5 x 22 - última subasta: 08/04/2008)

## Exposiciones
- Exposición de Artes Decorativas de 1925, París
- Exposición en la galería Arden Studio (Nueva York, 1928)
- Exposición del Groupe des Douze en el hôtel Ruhlman (París, 8 de abril al 7 de mayo de 1932)

## Museos
Las obras de Georges Hilbert se encuentran en las colecciones permanentes de los siguientes museos:
- Metropolitan Museum of Art de Nueva York (Nueva York, Estados Unidos)
- Museo de Arte de Toledo (Ohio, Estados Unidos)
- Museo de Arte de Denver (Colorado, Estados Unidos)

## Obras escritas por Georges Hilbert
- Souvenir de Corot 25ème exposition-anniversaire Viroflay, 24 páginas (editado por Hautenne en 1977)

- Discours prononcés, dans la séance publique tenue par l'Académie des beaux-arts le 25 juin 1975, pour la réception de M. Georges Hilbert: élu membre de section de sculpture en remplacement de Claude Grange (écrit avec Georges Cheyssial et édité en 1975 par l'Institut de France, París)